# Slot Eggenberg

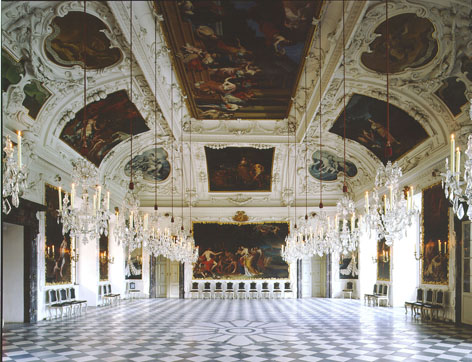
Planetenzaal van Slot Eggenberg

Slot Eggenberg (Duits: Schloss Eggenberg) is het grootste en meest markante barokke kasteel in
de Oostenrijkse deelstaat Stiermarken, aan de westelijke stadsrand en op het grondgebied van de stad Graz.
Het slot is eeuwenlang, van in de 15e tot de 18e eeuw de hoofdverblijfplaats geweest van het adellijk geslacht Eggenberg.
Tegenwoordig bevindt zich in het slot een gedeelte van het belangwekkende Universalmuseum Joanneum, met name het Münzkabinett en Lapidarium. Het slot bevat enkele praalruimtes. Het is omgeven door een historische parktuin waarvan de noordelijke hoek is uitgebouwd als een planetentuin, waar ook het aangrenzend archeologisch museum is gevestigd.
Het kasteel ligt in een wijk die de naam van het slot kreeg, Eggenberg, aan de voet van de Plabutsch, de 754 m hoge heuvel bij Graz waarvan de top gekend is als de Fürstenstand, met een prominentie van 274 m ten opzichte van het stadscentrum. Het slot is bereikbaar met tramlijn 1 van Graz.
In 2002 werden in het kader van een herdenkingsreeks 200.000 Oostenrijkse euromunten van 10 euro geslagen met een beeltenis van Slot Eggenberg.

## Geschiedenis
Bij eerste indruk doet Slot Eggenberg zich voor als 17e-eeuws bouwwerk. Grote gedeelten van de kern dateren evenwel uit de late middeleeuwen en de vroegmoderne tijd.
Balthasar Eggenberger kocht de landerijen en het omliggende gebied in de velden rond Algersdorf tussen 1460 en 1463. De versterkte adellijke residentie kreeg de naam van de familie en werd uitgebreid en getransformeerd in de volgende jaren. Reeds vóór 1470 was er al een slotkapel ingericht in de vierkante vrijstaande toren. Er bestaat immers een van een kardinaalszegen voorzien document, gedateerd 30 mei 1470, waarin de "capella Beate Marie Virginis sita in Castro Eckenperg" een aantal privileges wordt gegund. Dit document bevat ook een terminus ante quem voor de voltooiing van de kapel. Balthasar Eggenberger voorzag de kapel van een altaarretabel met drie panelen, waarvan de panelen tegenwoordig terug in de ruimte van de voormalige kapel zijn tentoongesteld.
In de 16e eeuw werd het laat-middeleeuwse kasteel aangepast aan de noden van de inwoners en meermaals uitgebreid. Het bouwwerk werd ook verfraaid met montanten en acanten. In 1625 werd door de toenmalige prins Hans Ulrich von Eggenberg gestart met een veel grondige verbouwing. Hij schakelde daarbij de hulp in van de Italiaanse architect Giovanni Pietro de Pomis tot diens overlijden in 1631. Nadien werden de werken geleid eerst door Laurenz van de Syppe, na twee jaar door Pietro Valnegro en Antonio Pozzo tot het einde van de werken. Daarbij bleven oudere componenten geïntegreerd in de nieuwe constructies, vermoedelijk deels omwille van de kost van bouwmaterialen, deels vanwege een duidelijke wens om het voorouderlijk huis van de familie niet volledig te vernietigen. De gotische kapel van de Heilige Maagd Maria bleef onaangetast en kwam centraal in de nieuwe plattegrond van het kasteel. Hans Adam Weissenkircher werd in 1678 aangetrokken als hofschilder en werkte onder meer de Planetenzaal uit.
De slottuin werd in de 18e eeuw na het uitsterven van het geslacht Eggenberg door Johann Leopold graaf Herberstein heraangelegd als een Franse tuin. In 1764 leverde beeldhouwer Philipp Jakob Straub hiervoor vier sculpturen.

## Werelderfgoed
Het historisch centrum van de stad Graz werd in 1999 tijdens de 23e sessie van de Commissie voor het Werelderfgoed erkend als werelderfgoed en als cultureel erfgoed bijgeschreven op de UNESCO werelderfgoedlijst. Deze erkenning werd in 2010 tijdens de 34e sessie uitgebreid met het slot, dat aan de naam en de erkende locaties van de inschrijving werden toegevoegd. De aanvraag van de uitbreiding was een moeizaam proces, de erkenning werd tweemaal, in 2006 en 2009, uitgesteld wegens onvolkomenheden in het aanvraagdossier.
Historisch centrum van de stad Salzburg ·
Paleis en tuinen van Schönbrunn ·
Semmeringspoorlijn ·
Cultuurlandschap Hallstatt-Dachstein / Salzkammergut ·
Stad Graz - historisch centrum en slot Eggenberg ·
Cultuurlandschap Wachau ·
Historisch centrum van Wenen ·
Cultuurlandschap Fertő/Neusiedlermeer · 
Oude en voorhistorische beukenbossen van de Karpaten en andere regio's van Europa ·
Prehistorische paalwoningen in de Alpen ·
Historische kuuroorden van Europa (Baden bei Wien) ·
Grenzen van het Romeinse Rijk - De Donaulimes (Westelijk gedeelte)
- Gemeinsame Normdatei: 4427267-4
- Library of Congress Control Number: n88037152
- Nationale Bibliotheek van Israël: 987010831218205171
- Virtual International Authority File: 244270685